# Champigny Centre (stanice metra v Paříži)
Champigny Centre je plánovaná stanice pařížského metra na budoucí lince 15 mezi stanicemi Saint-Maur – Créteil a Bry-Villiers-Champigny. Místo budoucí stanice se nachází jižně od Paříže ve městě Champigny-sur-Marne mezi ulicemi Avenue Roger-Salengro, Rue Jean-Jaurès a Rue du Cimetière. Stanice bude umístěná v hloubce 21 m.

## Výstavba
Pro realizaci stanice byly vybrány společnost SYSTRA a architektonická kancelář Richez Associés. Vyhláška o zprovoznění tohoto úseku linky 15 byla zveřejněna 24. prosince 2014. Přípravné začaly v polovině dubna 2015 a budou pokračovat do konce roku 2016 a stavební práce začnou v roce 2017. Stanice vznikne na místě bývalého technického centra. Pozemek pro výstavbu zakoupila Société du Grand Paris na konci roku 2012 za 4 milióny €.
Otevření stanice je plánováno na rok 2022. Po dokončení celé linky 15 do roku 2030 zde bude konečná stanice východní větve a linka 15 se stane okružní.

## Název
Název stanice je odvozen od města Champigny-sur-Marne.